# 이위 (마오리족)
이위(Iwi)는 사람, 부족, 국민 등을 뜻하는 마오리어 단어로 마오리족을 나누는 가장 큰 단위이다. 더 작은 부족을 뜻하는 하푸(hapū)가 있다.
각 부족은 고유 영토인 로헤(rohe)를 가지고 있다.